# 元德昭
元德昭（891年—968年4月26日），字明遠，撫州南城縣人，吳越國政治人物。
元德昭本姓危，伯父是唐末割据江西東部的撫州刺史危全諷。父親危仔倡官至信州刺史，受淮南兵驅趕到杭州。武肅王錢鏐收留他，以賓禮相待，署為淮南節度副使；危仔倡後來不喜歡自己原本的危姓，故改姓元氏。元德昭最初擔任鎮東節度巡官、錢塘縣令，之後累授睦州軍事判官、知台州新亭監。
父親危仔倡在信州時曾帶同危德昭和兄弟給日者占卜命運，日者指著危德昭，說只有他受文武官避席，是宰相的材料，並鼓勵他自愛。到文穆王錢元瓘時期，元德昭擔任教令；當時朝政缺人，林鼎向錢元瓘推薦他；二人談話後錢元瓘對林鼎感嘆：「元德昭有輔弼才幹，我的子孫無憂了。」於是元德昭掌管文翰機密事宜。忠遜王錢弘倧出師閩國，兵務都交給元德昭，其後拜為丞相。
忠懿王錢弘俶繼位，他的待遇越來越好。顯德二年（955年），吳越派吳程攻打南唐常州，活捉趙仁澤到西府，元德昭向錢弘俶陳情，顧念趙仁澤的忠義，不要殺死趙仁澤。顯德六年（959年），他和吳延福一同向後周入貢，獲得禮待。元德昭持重多謀略，做事果㫁，每當國政有爭議時，他一到議論就能停止；軍中有士兵不遵守法紀，他就用理論說服。
乾德六年（968年），元德昭去世，虛歲78歲，贈封太保，諡貞正。